# Nocticola rohini
Nocticola rohini är en kackerlacksart som först beskrevs av Fernando 1962.  Nocticola rohini ingår i släktet Nocticola och familjen Nocticolidae.
Artens utbredningsområde är Sri Lanka. Inga underarter finns listade i Catalogue of Life.